# Aéroport international de Jieyang Chaoshan
L'aéroport international de Jieyang Chaoshan est un aéroport qui dessert la ville de Shantou, de Chaozhou et de Jieyang dans la province du Guangdong en Chine. Il a ouvert en 2011. En 2013, l'aéroport de Jieyang Chaoshan a vu transiter 2 870 000 passagers.

## Histoire
La ville de Shantou était auparavant desservie par l'aéroport de Shantou Waisha, un aéroport civil et militaire. La construction de l'aéroport de Jieyang Chaoshan débute le 16 juin 2009. En novembre 2011, le Ministre Chinois de l'environnement fait stopper la construction de l'aéroport pour non-respect du plan sur l'impact environnemental. Les travaux débutent à nouveau après modification du plan par l'aéroport. L'aéroport de Jieyang Chaoshan ouvre le 15 décembre 2011, après que les vols commerciaux soient détournés de l'ancien Aéroport de Waisha, qui reste une base aérienne militaire. Le 10 juillet 2014, le gouvernement chinois donne officiellement à l'aéroport son statut d'aéroport international,.

## Situation

### Carte des 50 premiers aéroports de Chine
| \| 500 km1:25 016 000 \| Baotou Canton Changchun Changsha Chengdu-CTU Chengdu-TFU Chongqing Dalian Fuzhou Guilin Guiyang Haikou Hailar Hangzhou Harbin Hefei Hohhot Jinan Jinghong Kunming Lanzhou Lhassa Lijiang Nanchang Nankin Nanning Ningbo Pékin · Capitale Pékin · Daxing Qingdao Quanzhou Sanya Shanghaï-Pudong Shanghaï-Hongqiao Shantou-Chaozhou-Jieyang Shenyang Shenzhen Shijiazhuang Taiyuan Tianjin Ürümqi Wenzhou Wuhan Suzhou Xiamen Xi'an Xining Yantai Yinchuan Zhengzhou Zhuhai-Jinwan |
| 500 km1:25 016 000 |

## Terminal
L'aéroport couvre une surface de 55 000 m2 et 12 passerelles aéroportuaires, avec un terminal de passagers divisé en deux, un intérieur et un international. Le terminal peut accueillir annuellement 4,5 millions de passagers.

## Compagnies aériennes et destinations
| Compagnies                                         | Destinations |
| -------------------------------------------------- | --- |
| AirAsia                                            | Kuala Lumpur |
| Air China                                          | Pékin-Capitale, Chengdu-Shuangliu |
| Air Guilin                                         | Guilin-Liangjiang |
| China Eastern Airlines                             | Changsha, Chengdu-Shuangliu, Haikou, Hangzhou-Xiaoshan, Hengyang, Kunming-Changshui, Lanzhou, Nankin, Qingdao-Jiaodong, Shanghai-Hongqiao, Shanghai-Pudong, Wenzhou-Longwan, Wuhan, Xi'an-Xianyang, Yichang, Zhoushan Putuoshan                                                  |
| China Eastern Airlines opéré par Shanghai Airlines | Changchun, Nanchang-Changbei, Shanghai-Hongqiao, Shanghai-Pudong, Taiyuan-Wusu, Yantai, Zhuhai |
| China Southern Airlines                            | Pékin-Capitale, Changsha, Chengdu-Shuangliu, Chongqing-Jiangbei, Canton-Baiyun, Guilin-Liangjiang, Guiyang, Haikou, Hangzhou-Xiaoshan, Kunming-Changshui, Nankin, Nanning, Sanya-Phénix, Shanghai-Hongqiao, Wuhan, Yiwu, Zhengzhou, Bangkok-Suvarnabhumi, Phuket, Taïwan-Taoyuan |
| China United Airlines                              | Changsha, Hefei |
| Fuzhou Airlines                                    | Fuzhou-Chánglè, Liuzhou |
| GX Airlines                                        | Haikou, Hefei, Nanning |
| Hebei Airlines                                     | Nanchang-Changbei |
| Jetstar Asia Airways                               | Singapour-Changi |
| Lucky Air                                          | Kunming-Changshui |
| Okay Airways                                       | Changsha, Hangzhou-Xiaoshan |
| Shandong Airlines                                  | Changsha, Qionghai-Bo'ao (en), Jinan, Ningbo |
| Sichuan Airlines                                   | Chongqing-Jiangbei, Jinan, Tianjin Binhai |
| Spring Airlines                                    | Ningbo, Phnom Penh, Shanghai-Hongqiao, Shenyang, Siem Reap-Angkor |
| Thai AirAsia                                       | Bangkok-Don Muang |
| Tianjin Airlines                                   | Guilin-Liangjiang, Haikou, Nankin, Hangzhou-Xiaoshan, Zhanjiang-Wuchuan |
| West Air                                           | Chongqing-Jiangbei, Nankin, Shanghai-Pudong, Zhengzhou |

Édité le 13/04/2018

## Statistiques
Pour des raisons techniques, il est temporairement impossible d'afficher le graphique qui aurait dû être présenté ici.

Voir la requête brute et les sources sur Wikidata.
L'aéroport de Jieyang Chaoshan est le 50e aéroport le plus fréquenté de Chine.
| Année  | Mouvements de passagers | Évolution |
| ------ | ----------------------- | --------- |
| 2014   | 2 870 000               | 6.9 %     |
| 2013 , | 2 686 007               | 27.7 %    |
| 2012   | 2 103 303               | 10.6 %    |